# Jesse Yaginuma
Jesse Yoshiharufugate Yaginuma (* Oktober 1985 in Bethesda, Maryland) ist ein professioneller US-amerikanischer Pokerspieler. Er ist zweifacher Braceletgewinner der World Series of Poker.

## Persönliches
Yaginuma studierte an der University of Maryland. Er lebt in Las Vegas.

## Pokerkarriere

### Werdegang
Seine erste Geldplatzierung bei einem Live-Pokerturnier erzielte Yaginuma im Juni 2008 in Atlantic City. Mitte Juni 2009 war er erstmals bei der World Series of Poker (WSOP) im Rio All-Suite Hotel and Casino in Paradise am Las Vegas Strip erfolgreich und kam bei einem Turnier der Variante No Limit Hold’em in die Geldränge. In Atlantic City gewann der Amerikaner Mitte September 2009 bei den Borgata Poker Open sein erstes Live-Turnier und sicherte sich den Hauptpreis von 25.600 US-Dollar. Anfang März 2011 wurde er beim Main Event der World Poker Tour (WPT) in Los Angeles Zehnter und erhielt mehr als 60.000 US-Dollar. Bei der WSOP 2011 und 2012 kam Yaginuma jeweils fünfmal auf die bezahlten Plätze. Im Februar 2013 erreichte er beim WPT-Main-Event in Los Angeles den Finaltisch und beendete das Turnier auf dem mit rund 430.000 US-Dollar dotierten dritten Rang, was das bislang höchste Preisgeld seiner Pokerkarriere darstellt. Bei der WSOP 2016 saß der Amerikaner bei einem Shootout-Event an seinem ersten WSOP-Finaltisch und erhielt als Siebter über 35.000 US-Dollar. In Bell Gardens, einem Vorort von Los Angeles, entschied er Mitte Dezember 2016 das High Roller des WSOP-Circuits für sich und wurde mit knapp 110.000 US-Dollar sowie einem goldenen Circuitring prämiert. Beim WPT-Main-Event in Los Angeles wurde Yaginuma Ende Juli 2018 Siebter und sicherte sich rund 90.000 US-Dollar. Während der COVID-19-Pandemie gewann er im Oktober 2020 auf der Onlinepoker-Plattform WSOP.com unter seinem Nickname Patient0 ein Circuitturnier und erhielt seinen zweiten Circuitring sowie den Hauptpreis von mehr als 35.000 US-Dollar. Anfang Juli 2021 beendete der Amerikaner die Wynn Millions im Wynn Las Vegas als Elfter und wurde mit über 170.000 US-Dollar ausbezahlt. Bei der World Series of Poker Online (WSOPO) belegte er Mitte Juli 2021 beim High Roller den mit 84.600 US-Dollar dotierten dritten Platz. Ende September 2022 gewann Yaginuma bei der WSOPO 2022 das Ultra Deepstack und sicherte sich knapp 50.000 US-Dollar sowie ein Bracelet. Ein Jahr später erhielt er für den Gewinn des NLH 6-Max der WSOPO 2023 sein zweites Bracelet und rund 80.000 US-Dollar.
Insgesamt hat sich Yaginuma mit Poker bei Live-Turnieren mehr als 2 Millionen US-Dollar erspielt.

### Braceletübersicht
Yaginuma kam bei der WSOP 93-mal ins Geld und gewann zwei Bracelets:
| Jahr   | Buy-in (in $) | Turnier                                     | Teilnehmer | Preisgeld (in $) |
| ------ | ------------- | ------------------------------------------- | ---------- | ---------------- |
| 2022 O | 0400          | WSOP.com – No-Limit Hold’em Ultra Deepstack | 763        | 47.520           |
| 2023 O | 1500          | WSOP.com – NLH 6-Max                        | 230        | 80.612           |